# Natação no Campeonato Mundial de Esportes Aquáticos de 2011 - 100 m costas feminino
A prova dos 100 metros nado costas feminino da natação no Campeonato Mundial de Esportes Aquáticos de 2011 ocorreu nos dias 25 de julho e 26 de julho no Shanghai Oriental Sports Center  em Xangai.

## Recordes
Antes desta competição, os recordes mundiais e do campeonato nesta prova eram os seguintes:
| Tipo                  | Atleta          | Tempo | Local | Data                |
| --------------------- | --------------- | ----- | ----- | ------------------- |
|                       | Gemma Spofforth | 58.12 | Roma  | 28 de julho de 2009 |
| Recorde do campeonato | Gemma Spofforth | 58.12 | Roma  | 28 de julho de 2009 |

## Medalhistas
| Ouro            | Prata                  | Bronze                 |
| Zhao Jing (JPN) | Anastasia Zuyeva (RUS) | Natalie Coughlin (USA) |

## Resultados

### Eliminatórias
53 nadadoras  de 44 nações participaram da prova. As 16 melhores competidoras se classificaram para as semifinais.
| Pos. | Bateria | Raia | Nadadora              | Nacionalidade  | Tempo   | Notas |
| ---- | ------- | ---- | --------------------- | -------------- | ------- | ----- |
| 1    | 6       | 3    | Natalie Coughlin      | Estados Unidos | 59.73   | Q     |
| 2    | 7       | 2    | Sinead Russell        | Canadá         | 59.80   | Q     |
| 3    | 5       | 4    | Emily Seebohm         | Austrália      | 59.87   | Q     |
| 4    | 6       | 4    | Aya Terakawa          | Japão          | 59.95   | Q     |
| 5    | 6       | 6    | Elizabeth Pelton      | Estados Unidos | 1:00.19 | Q     |
| 6    | 7       | 3    | Belinda Hocking       | Austrália      | 1:00.23 | Q     |
| 7    | 5       | 3    | Shiho Sakai           | Japão          | 1:00.34 | Q     |
| 8    | 6       | 5    | Elizabeth Simmonds    | Reino Unido    | 1:00.38 | Q     |
| 9    | 6       | 1    | Sharon van Rouwendaal | Países Baixos  | 1:00.61 | Q     |
| 10   | 7       | 4    | Zhao Jing             | China          | 1:00.66 | Q     |
| 11   | 5       | 6    | Julia Wilkinson       | Canadá         | 1:00.82 | Q     |
| 12   | 7       | 5    | Anastasia Zuyeva      | Rússia         | 1:00.88 | Q     |
| 13   | 5       | 2    | Duane da Rocha        | Espanha        | 1:01.19 | Q     |
| 14   | 4       | 3    | Karin Prinsloo        | África do Sul  | 1:01.34 | Q     |
| 15   | 5       | 1    | Daryna Zevina         | Ucrânia        | 1:01.36 | Q     |
| 16   | 7       | 8    | Ekaterina Avramova    | Bulgária       | 1:01.39 | Q,    |
| 17   | 6       | 7    | Melissa Ingram        | Nova Zelândia  | 1:01.48 |       |
| 18   | 7       | 7    | Mercedes Peris        | Espanha        | 1:01.55 |       |
| 19   | 5       | 7    | Kseniya Moskvina      | Rússia         | 1:01.59 |       |
| 20   | 7       | 1    | Elena Gemo            | Itália         | 1:01.62 |       |

| Ver o restante da classificação | Ver o restante da classificação | Ver o restante da classificação | Ver o restante da classificação | Ver o restante da classificação | Ver o restante da classificação | Ver o restante da classificação |
| Pos.                            | Bateria                         | Raia                            | Nadadora                        | Nacionalidade                   | Tempo                           | Notas                           |
| ------------------------------- | ------------------------------- | ------------------------------- | ------------------------------- | ------------------------------- | ------------------------------- | ------------------------------- |
| 21                              | 6                               | 2                               | Jenny Mensing                   | Alemanha                        | 1:01.64                         |                                 |
| 22                              | 7                               | 6                               | Gao Chang                       | China                           | 1:01.84                         |                                 |
| 23                              | 5                               | 5                               | Gemma Spofforth                 | Reino Unido                     | 1:01.89                         |                                 |
| 24                              | 4                               | 2                               | Mie Nielsen                     | Dinamarca                       | 1:01.90                         |                                 |
| 25                              | 4                               | 7                               | Alicja Tchorz                   | Polónia                         | 1:02.04                         |                                 |
| 26                              | 6                               | 8                               | Maria Gonzalez Ramirez          | México                          | 1:02.16                         |                                 |
| 27                              | 4                               | 8                               | Lau Yin Yan                     | Hong Kong                       | 1:02.45                         |                                 |
| 28                              | 4                               | 1                               | Kimberly Buys                   | Bélgica                         | 1:02.48                         |                                 |
| 29                              | 2                               | 5                               | Anja Čarman                     | Eslovênia                       | 1:02.61                         |                                 |
| 30                              | 4                               | 5                               | Simona Baumrtová                | Chéquia                         | 1:02.71                         |                                 |
| 31                              | 3                               | 1                               | Sanja Jovanović                 | Croácia                         | 1:02.75                         |                                 |
| 32                              | 5                               | 8                               | Alina Vats                      | Ucrânia                         | 1:02.80                         |                                 |
| 33                              | 2                               | 3                               | Yulduz Kuchkarova               | Uzbequistão                     | 1:02.98                         |                                 |
| 34                              | 2                               | 6                               | Anna Volchkov                   | Israel                          | 1:03.12                         |                                 |
| 35                              | 3                               | 2                               | Hanna-Maria Seppälä             | Finlândia                       | 1:03.18                         |                                 |
| 36                              | 4                               | 6                               | Therese Svendsen                | Suécia                          | 1:03.36                         |                                 |
| 37                              | 3                               | 5                               | Melanie Nocher                  | Irlanda                         | 1:03.43                         |                                 |
| 38                              | 2                               | 4                               | Kiera Aitken                    | Bermudas                        | 1:03.59                         |                                 |
| 39                              | 3                               | 6                               | Hazal Sarikaya                  | Turquia                         | 1:03.69                         |                                 |
| 40                              | 3                               | 7                               | Yekaterina Rudenko              | Cazaquistão                     | 1:03.78                         |                                 |
| 41                              | 4                               | 4                               | Sviatlana Khakhlova             | Bielorrússia                    | 1:03.99                         |                                 |
| 42                              | 3                               | 3                               | Alana Dillette                  | Bahamas                         | 1:04.27                         |                                 |
| 43                              | 3                               | 4                               | Etiene Medeiros                 | Brasil                          | 1:05.18                         |                                 |
| 44                              | 2                               | 2                               | Tiffany Sudarma                 | Indonésia                       | 1:05.19                         |                                 |
| 45                              | 2                               | 1                               | Tatiana Perstneva               | Moldávia                        | 1:05.35                         |                                 |
| 46                              | 2                               | 7                               | Monica Ramirez Abella           | Andorra                         | 1:05.56                         |                                 |
| 47                              | 1                               | 4                               | Ines Remarsaro                  | Uruguai                         | 1:05.73                         |                                 |
| 48                              | 2                               | 8                               | Karen Vilorio                   | Honduras                        | 1:07.15                         |                                 |
| 49                              | 3                               | 8                               | Shana Lim                       | Singapura                       | 1:07.23                         |                                 |
| 50                              | 1                               | 5                               | Siona Huxley                    | Santa Lúcia                     | 1:08.96                         |                                 |
| 51                              | 1                               | 3                               | Anahit Barseghyan               | Armênia                         | 1:08.99                         |                                 |
| 52                              | 1                               | 6                               | Jessika Cossa                   | Moçambique                      | 1:09.74                         |                                 |
| 53                              | 1                               | 2                               | Angelique Trinquier             | Mónaco                          | 1:11.38                         |                                 |

### Semifinal
Estes são os resultados das semifinais. 

#### Semifinal 1
| Pos. | Raia | Nadadora           | Nacionalidade | Tempo   | Notas            |
| ---- | ---- | ------------------ | ------------- | ------- | ---------------- |
| 1    | 7    | Anastasia Zuyeva   | Rússia        | 59.41   | Q                |
| 2    | 2    | Zhao Jing          | China         | 59.44   | Q                |
| 3    | 4    | Sinead Russell     | Canadá        | 59.68   | Q,               |
| 4    | 3    | Belinda Hocking    | Austrália     | 59.69   | Q                |
| 5    | 6    | Elizabeth Simmonds | Reino Unido   | 59.80   | Q                |
| 6    | 5    | Aya Terakawa       | Japão         | 59.81   | Q                |
| 7    | 8    | Ekaterina Avramova | Bulgária      | 1:01.10 | Recorde nacional |
| 8    | 1    | Karin Prinsloo     | África do Sul | 1:01.54 |                  |

#### Semifinal 2
| Pos. | Raia | Nadadora              | Nacionalidade  | Tempo   | Notas            |
| ---- | ---- | --------------------- | -------------- | ------- | ---------------- |
| 1    | 4    | Natalie Coughlin      | Estados Unidos | 59.38   | Q                |
| 2    | 5    | Emily Seebohm         | Austrália      | 59.54   | Q                |
| 3    | 6    | Shiho Sakai           | Japão          | 59.94   |                  |
| 4    | 8    | Daryna Zevina         | Ucrânia        | 1:00.05 | Recorde nacional |
| 5    | 2    | Sharon van Rouwendaal | Países Baixos  | 1:00.14 |                  |
| 5    | 3    | Elizabeth Pelton      | Estados Unidos | 1:00.14 |                  |
| 7    | 7    | Julia Wilkinson       | Canadá         | 1:00.35 |                  |
| 8    | 1    | Duane da Rocha        | Espanha        | 1:00.55 |                  |

### Final
Estes são os resultados da final.
| Pos.              | Raia | Nadadora           | Nacionalidade  | Tempo   | Notas |
| ----------------- | ---- | ------------------ | -------------- | ------- | ----- |
| Medalha de ouro   | 3    | Zhao Jing          | China          | 59.05   |       |
| Medalha de prata  | 5    | Anastasia Zuyeva   | Rússia         | 59.06   |       |
| Medalha de bronze | 4    | Natalie Coughlin   | Estados Unidos | 59.15   |       |
| 4                 | 6    | Emily Seebohm      | Austrália      | 59.21   |       |
| 5                 | 8    | Aya Terakawa       | Japão          | 59.35   |       |
| 6                 | 7    | Belinda Hocking    | Austrália      | 59.53   |       |
| 7                 | 1    | Elizabeth Simmonds | Reino Unido    | 59.89   |       |
| 8                 | 2    | Sinead Russell     | Canadá         | 1:00.20 |       |

Legenda
| Recorde mundial       | Recorde mundial (World record)               |                       | Recorde africano                      | Recorde africano (African) |                                           | Q | Classificado por posição (Qualified) |
| Recorde do campeonato | Recorde do campeonato (Championship record)  | Recorde da América    | Recorde da América (Americas)         | q                          | Classificado por melhor tempo (Qualified) |   |                                      |
| Melhor marca do ano   | Melhor marca do ano (World leading)          | Recorde asiático      | Recorde asiático (Asian)              | DNS                        | Não largou (Did not start)                |   |                                      |
| Recorde nacional      | Recorde nacional (National record)           | Recorde europeu       | Recorde europeu (European)            | DNF                        | Não terminou (Did not finish)             |   |                                      |
| Recorde pessoal       | Recorde pessoal do atleta (Personal best)    | Recorde da Oceania    | Recorde da Oceania (Oceania)          | DSQ / DQ                   | Desclassificado (Disqualified)            |   |                                      |
| Recorde da temporada  | Recorde da temporada do atleta (Season best) | Recorde sul-americano | Recorde sul-americano (South America) | NM                         | Sem marca (No mark)                       |   |                                      |